# Vidi Aldiano
Vidi Aldiano, właśc. Oxavia Aldiano (ur. 29 marca 1990 w Dżakarcie) – indonezyjski piosenkarz.
Przełomowym momentem w jego karierze było ponowne wykonanie przeboju „Nuansa Bening” z 1978 roku.
W 2008 roku wydał swój debiutancki album pt. Pelangi di Malam Hari.

## Dyskografia
Albumy studyjne
- 2008: Pelangi di Malam Hari
- 2009: Lelaki Pilihan
- 2011: Yang Kedua
- 2016: Persona